# Fréderic Cailliaud
Fréderic Cailliaud (9. června 1787, Nantes, Francie – 1. května 1869, tamtéž) byl francouzský cestovatel, přírodovědec a mineralog. V letech 1819–1820 prozkoumal oázy v Libyjské poušti. V následujících letech cestoval přes Egypt do Núbie, navštívil východní Súdán a byl prvním Evropan, který spatřil soutok Modrého a Bílého Nilu, poté pokračoval na území Etiopie. Do Francie se vrátil v roce 1827. Od roku 1836 až do smrti v roce 1869 byl kurátor muzea v Nantes.

## Dílo
- Voyage à Méroe, 4 sv., Paříž 1826